# Historische Dörfer Hahoe und Yangdong
Historische Dörfer Hahoe und Yangdong ist eine von der UNESCO gelistete Stätte des Weltkulturerbes in Südkorea. Die Welterbestätte umfasst die beiden historischen Dörfer Hahoe und Yangdong sowie drei in deren Nähe liegende konfuzianische Akademien (Seowon).

## Hintergrund
Von 1392 bis 1910, also mehr als 500 Jahre lang, herrschte die Joseon-Dynastie über die Koreanische Halbinsel. Die Herrscher erhoben den der schon vorher vorhandenen, aber nicht dominierenden Konfuzianismus zur offiziellen Religion des Königreichs Joseon.
Die historischen Dörfer Hahoe und Yangdong liegen 90 km voneinander entfernt im Südosten der Koreanischen Halbinsel im Kernland der Joseon-Dynastie. Die Dörfer wurden im 14.–15. Jahrhundert gegründet und bis zum späten 18. und 19. Jahrhundert zu ihrem heutigen Umfang und ihrer heutigen Zusammensetzung erweitert. Hahoe und Yangdong gelten als die beiden repräsentativsten Vertreter historischer Klan-Dörfer aus der frühen Joseon-Zeit, bei denen ein einzelner Clan eine Dorfgemeinschaft bildete.

## Eintragung
Historische Dörfer Hahoe und Yangdong wurde 2010 aufgrund eines Beschlusses der 34. Sitzung des Welterbekomitees in die Liste des UNESCO-Welterbes eingetragen.
In der Begründung für die Eintragung heißt es unter anderem:

„Innerhalb der beiden Dörfer sind die herausragenden Ensembles von Gebäuden sowie ihre Anordnung, Planung und Bautraditionen außergewöhnliche Reflexionen der sozialen und kulturellen Systeme der Joseon-Dynastie, des besonders charakteristischen Systems der Klan-Dörfer, das für diese Gegend spezifisch ist, und der Art und Weise, wie diese sich über fünf Jahrhunderte entwickelt haben.“

Die Eintragung erfolgte aufgrund der Kriterien (iii) und (iv).

„(iii): Hahoe und Yangdong sind zwei der am besten erhaltenen und repräsentativen Beispiele für Klan-Dörfer, einer Art von Siedlung, die für die frühe Joseon-Dynastie charakteristisch ist. In ihren Standort-, Planungs- und Bautraditionen sind die beiden Dörfer ein außergewöhnliches Zeugnis für den Konfuzianismus der Joseon-Dynastie, der Siedlungen hervorbrachte, die über einen Zeitraum von etwa fünfhundert Jahren hinweg strengen konfuzianischen Idealen folgten.“

„(iv): Die Dorf-Ensembles von Hahoe und Yangdong spiegeln den Einfluss der Joseon-Dynastie wider, die die Entwicklung der koreanischen Halbinsel über fünf Jahrhunderte hinweg tief beeinflusst hat. Die Dörfer und insbesondere das Ensemble von Yangban- und Bürgerhäusern sowie ihre Gesamt- und Individualplanung spiegeln die Regeln dieser Dynastie in Bezug auf ihre sozialen Strukturen und kulturellen Traditionen, ihre Macht und ihren Einfluss sowie ihre literarischen und philosophischen Traditionen wider.“

## Umfang
Die Welterbestätte ist aus fünf voneinander getrennten Arealen zusammengesetzt. Diese umfassen insgesamt einen Schutzbereich von 599,6 ha. Die einzelnen Schutzbereiche sind jeweils von Pufferzonen umgeben, die insgesamt eine Fläche von 885,2 ha haben.
Das Dorf Hahoe (Lage, Schutzbereich 499,5 ha) und die nahegelegene konfuzianische Akademie Byeongsan Seowon (Lage, Schutzbereich 1,7 ha) haben eine gemeinsame Pufferzone von 566,1 ha. Hinzu kommen das Dorf Yangdong (Lage, Schutzbereich 91,6 ha, Pufferzone 237,4 ha) sowie die in der Nähe dieses Ortes liegenden konfuzianischen Akademien Oksan Seowon (Lage, Schutzbereich 6,4 ha) mit dem Dongnakdang-Haus und Donggang Seowon (Lage, Schutzbereich 0,4 ha).

## Bilder

Historisches Dorf Hahoe
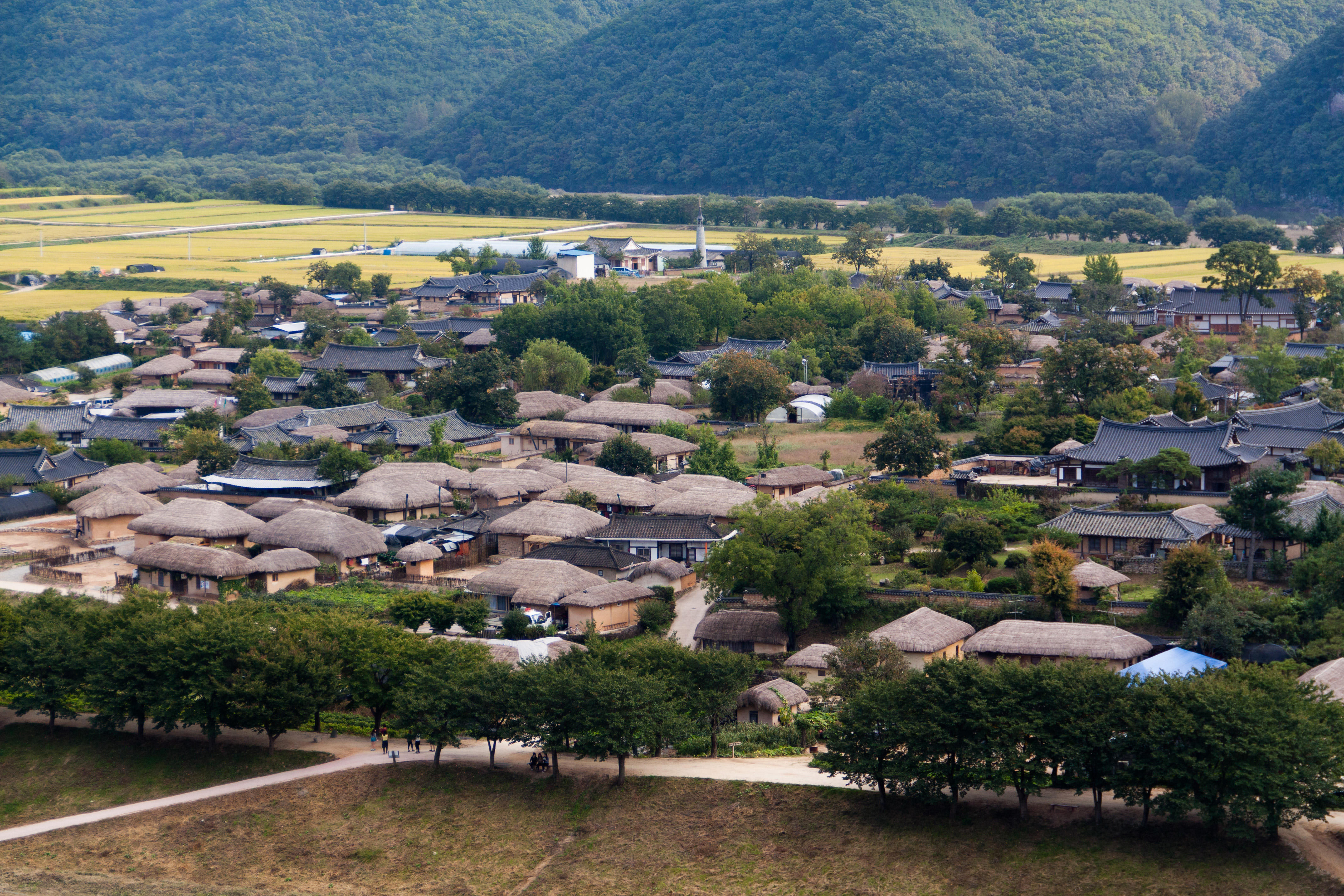
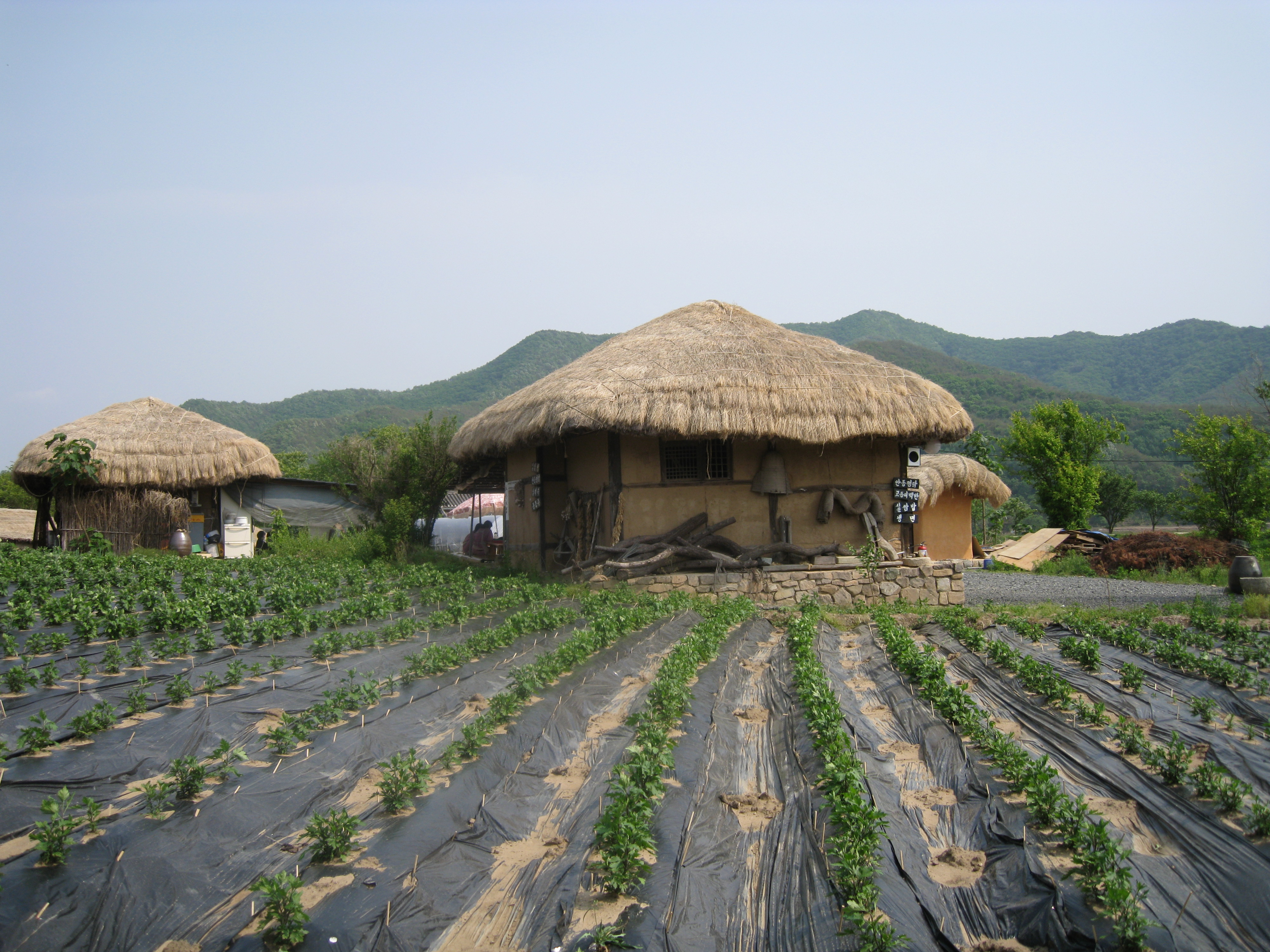
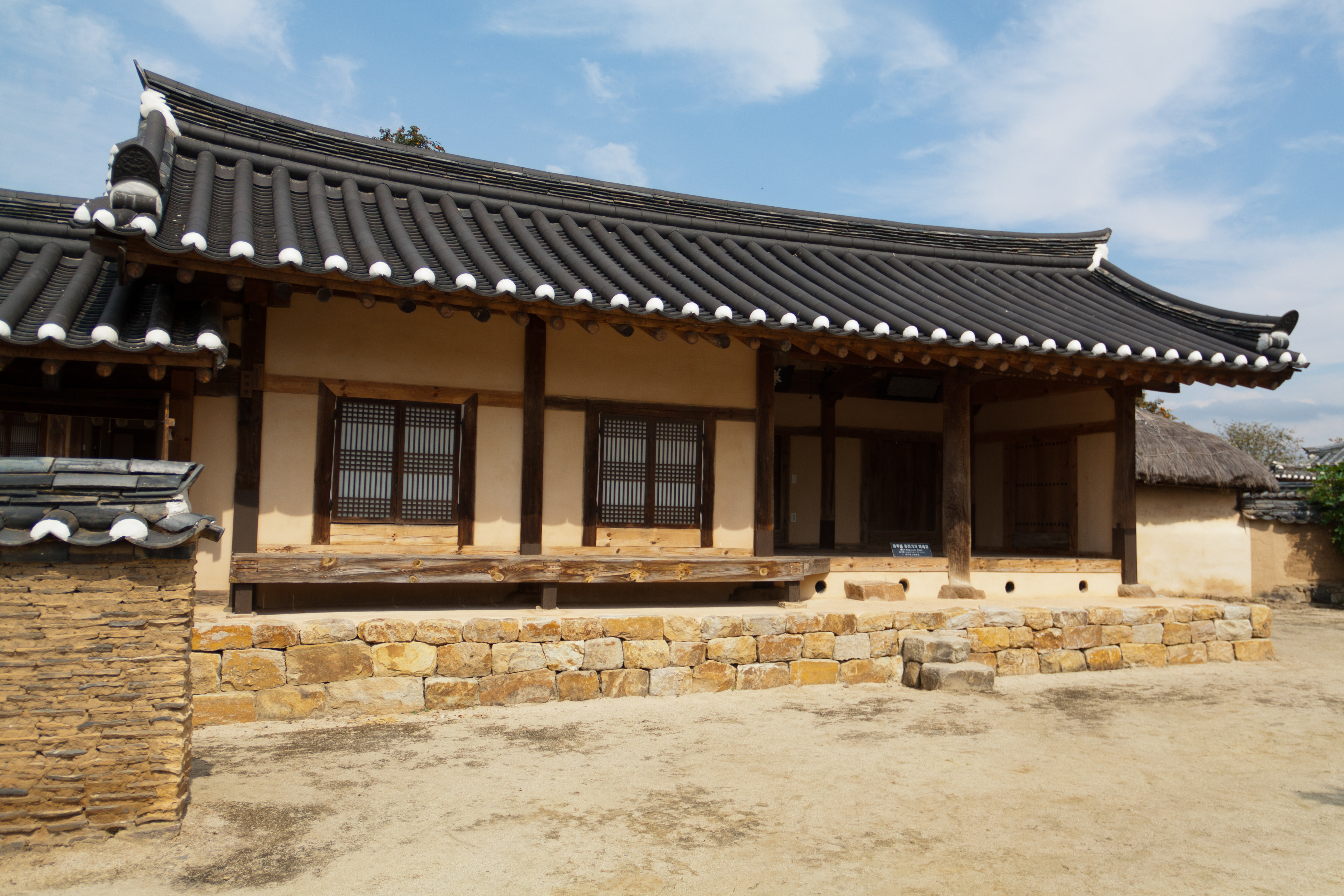
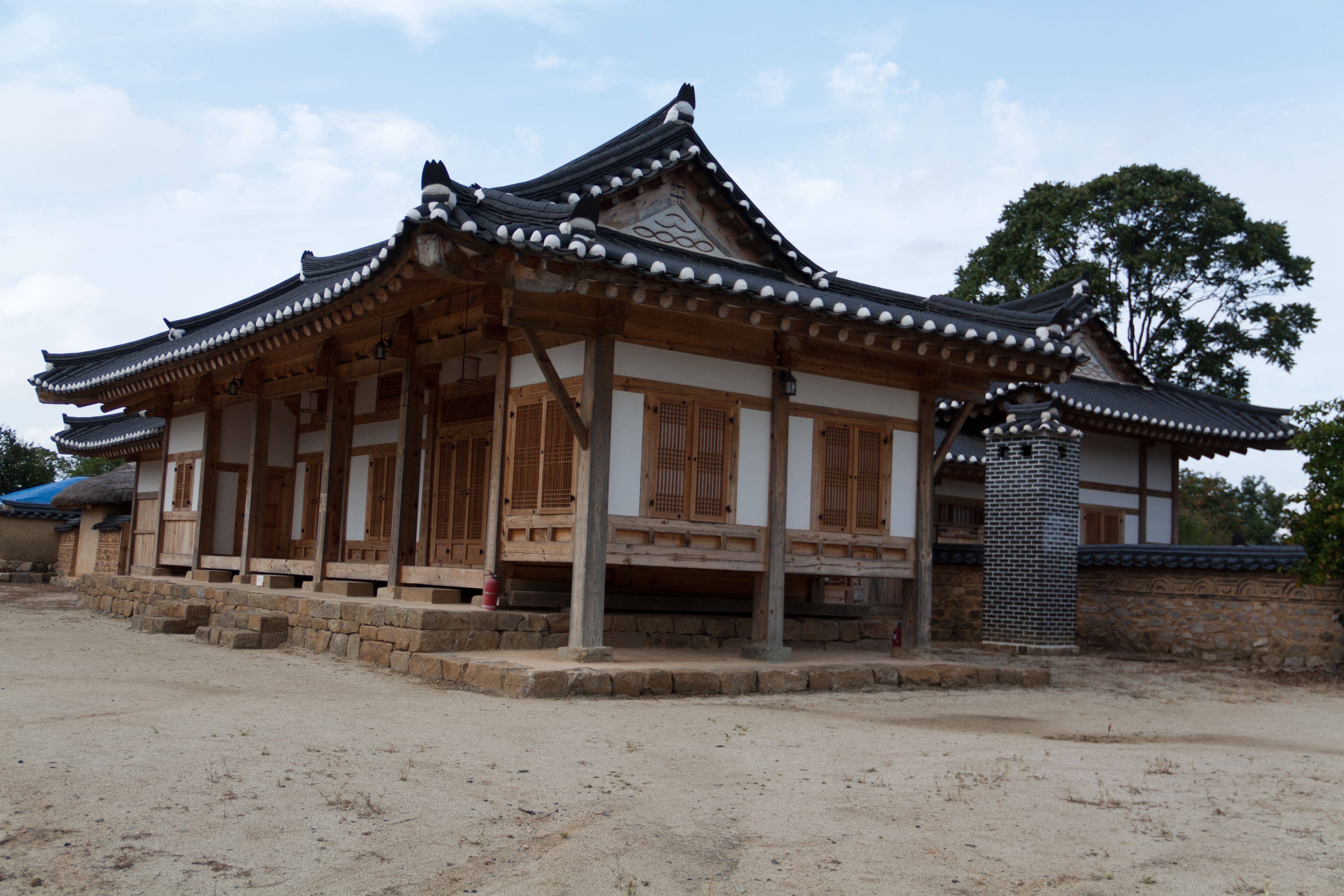
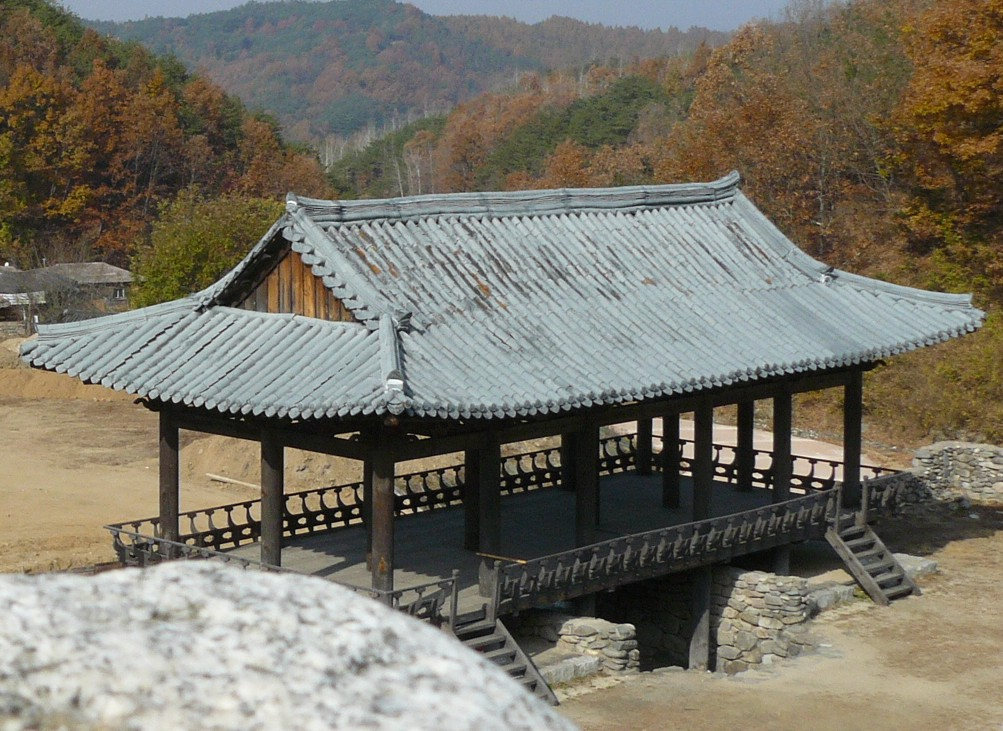

Historisches Dorf Yangdong
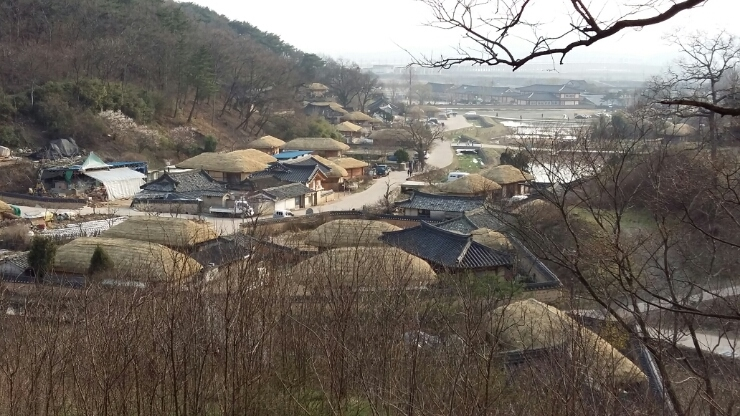
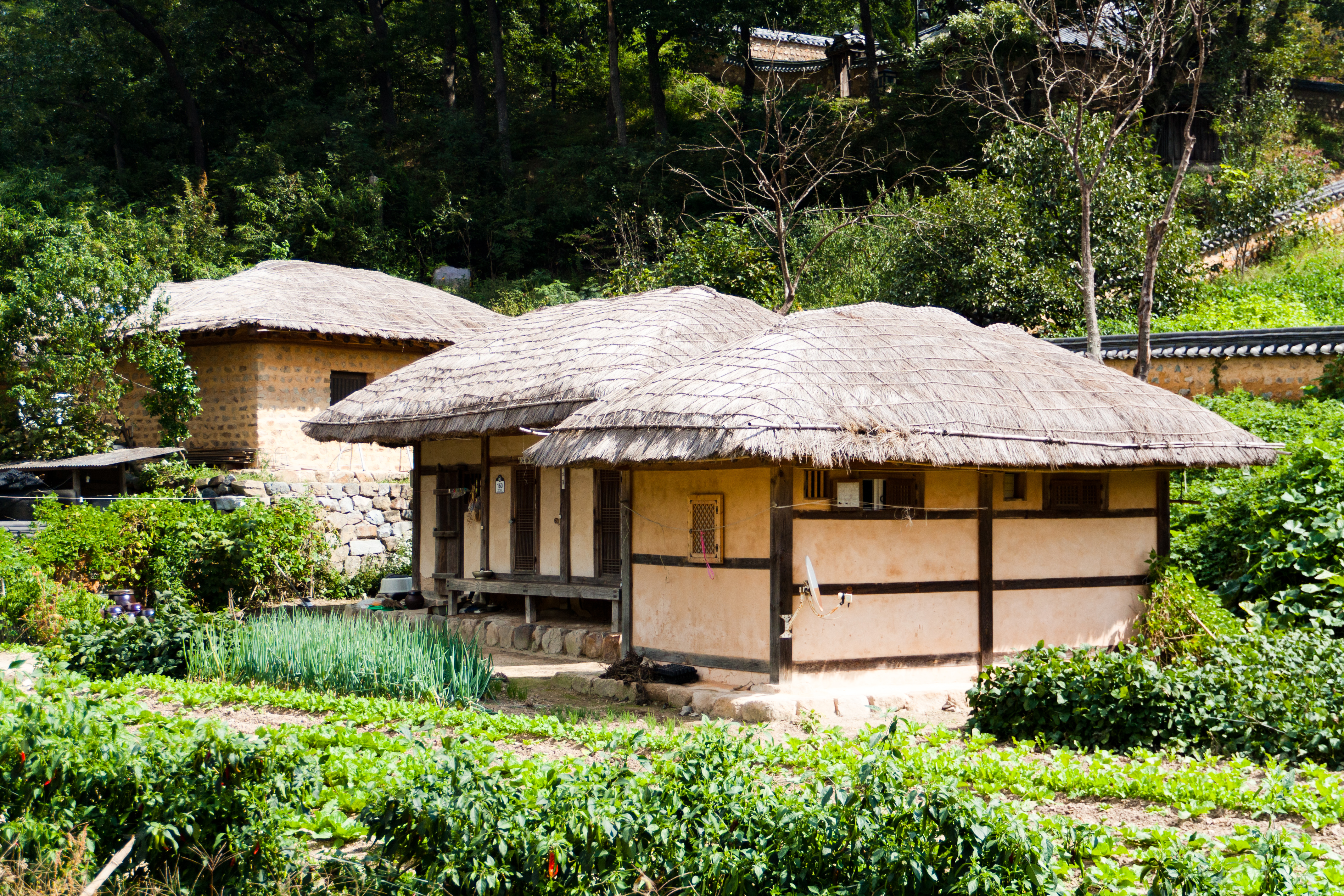
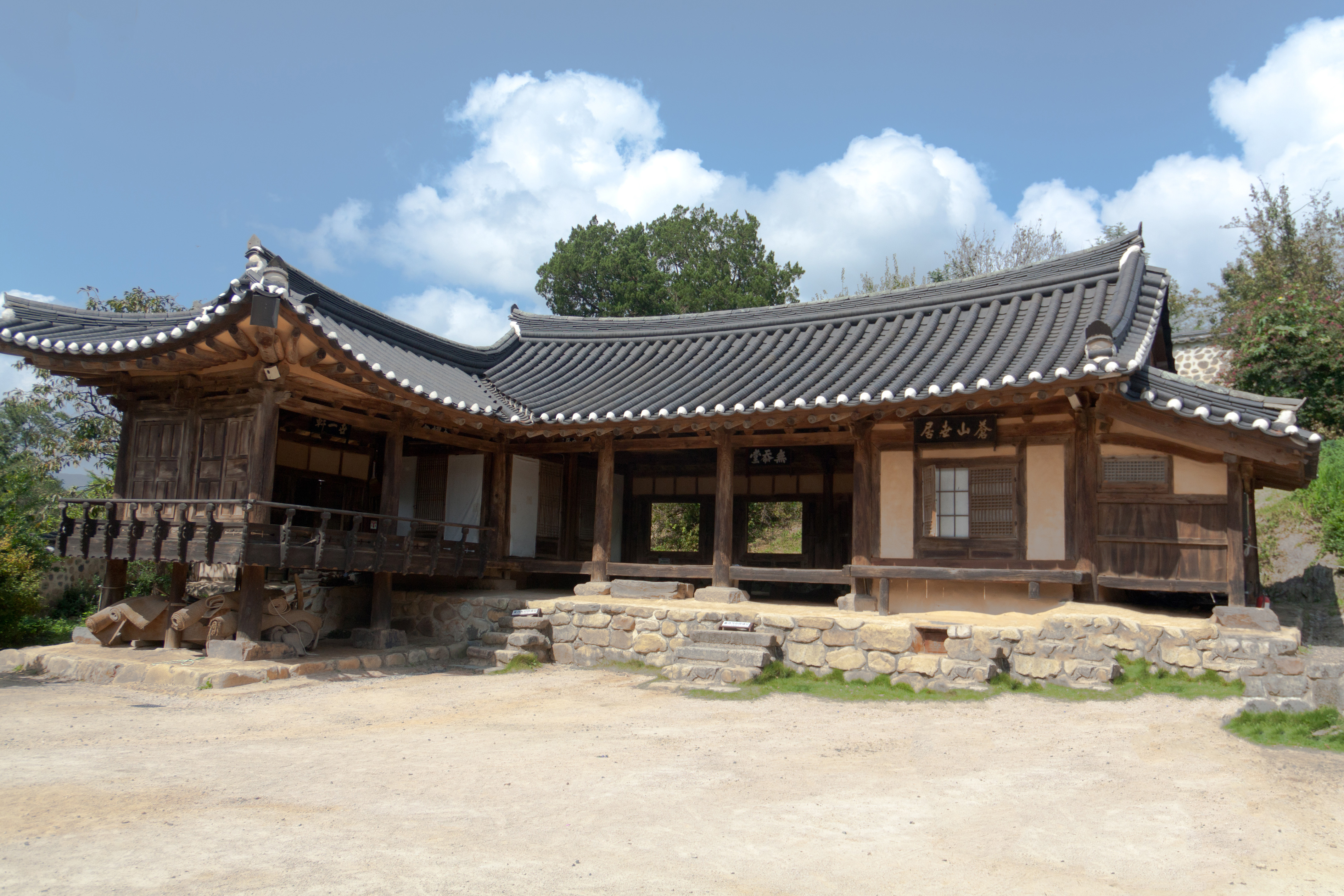
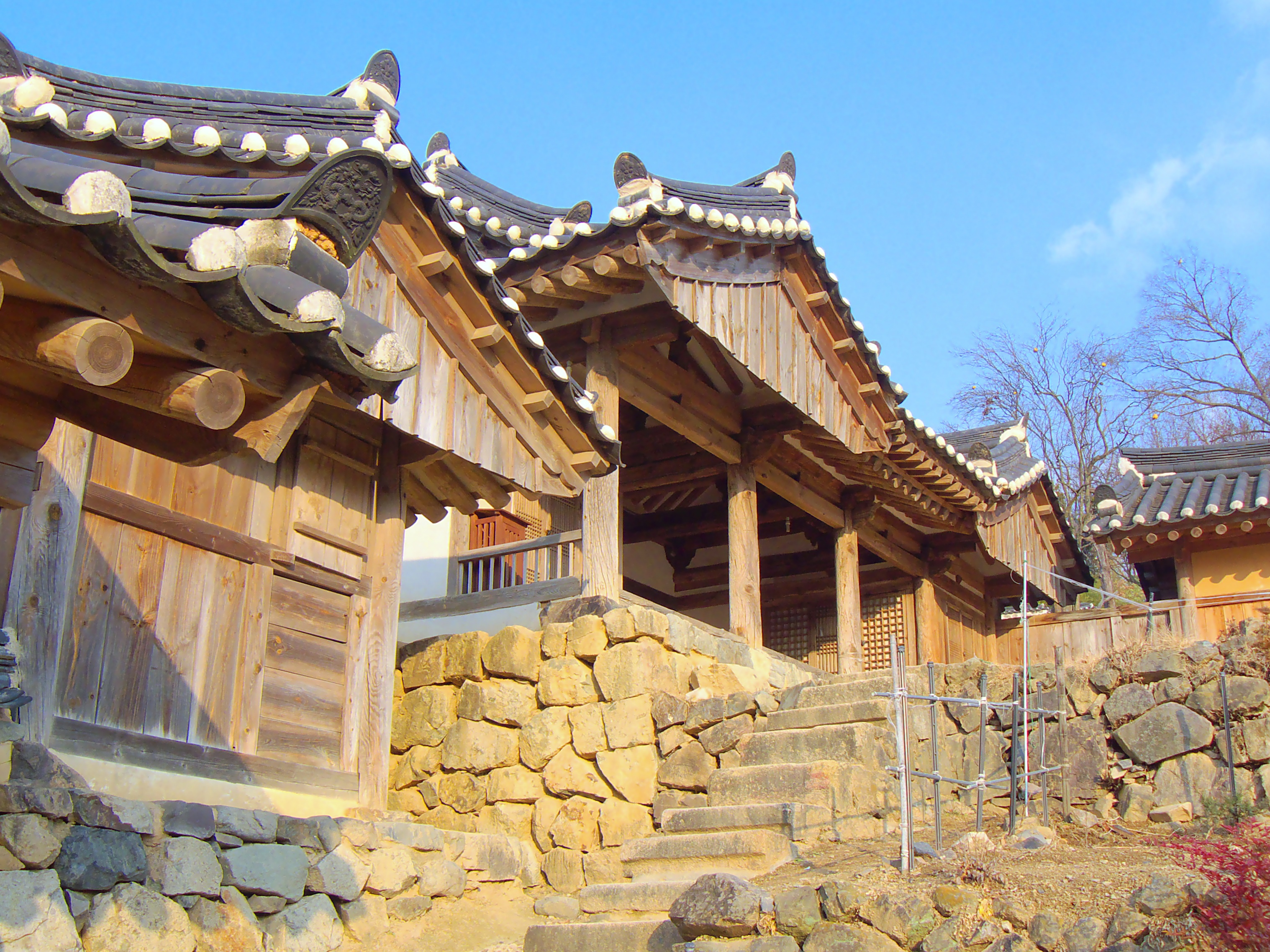
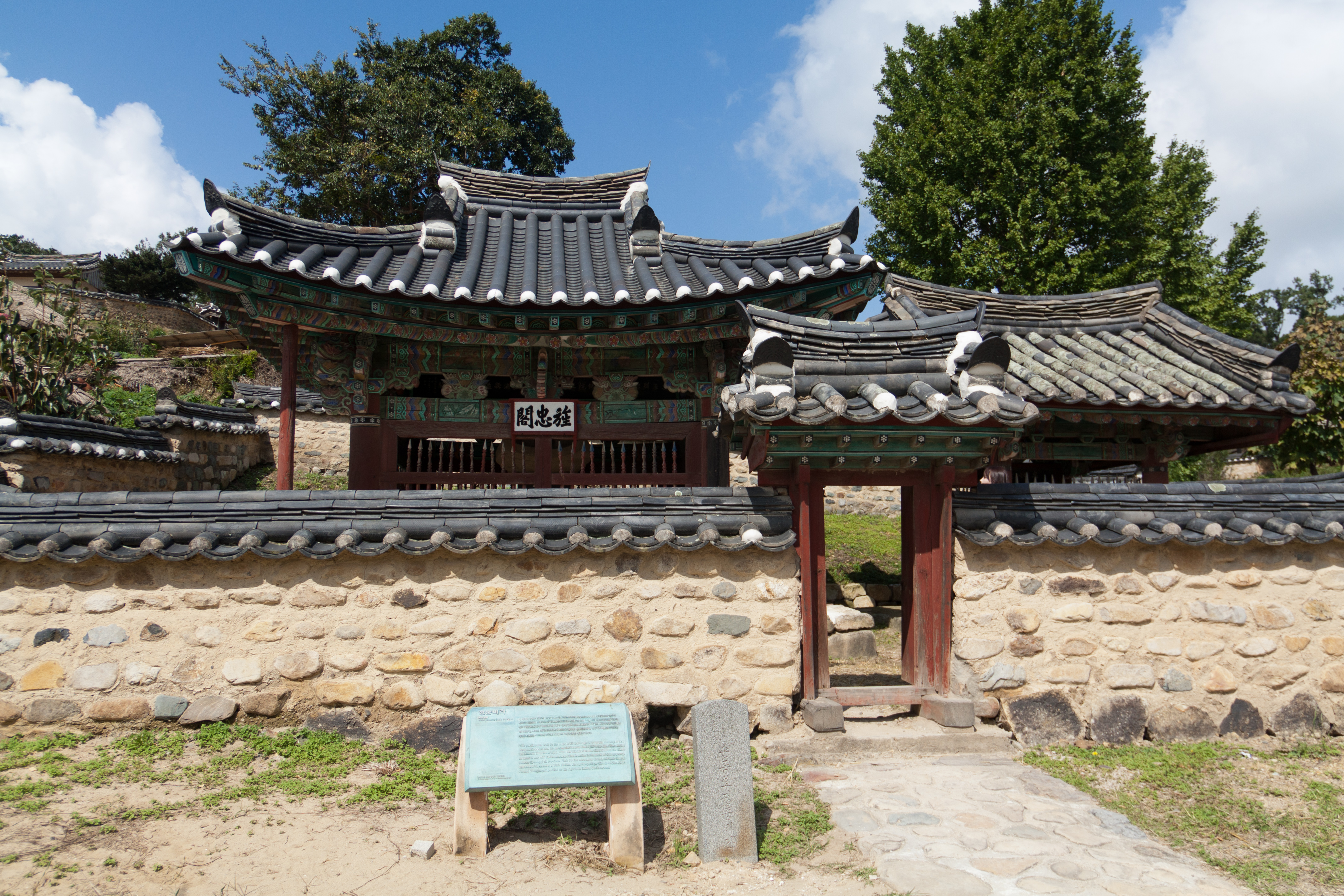

Konfuzianische Akademien
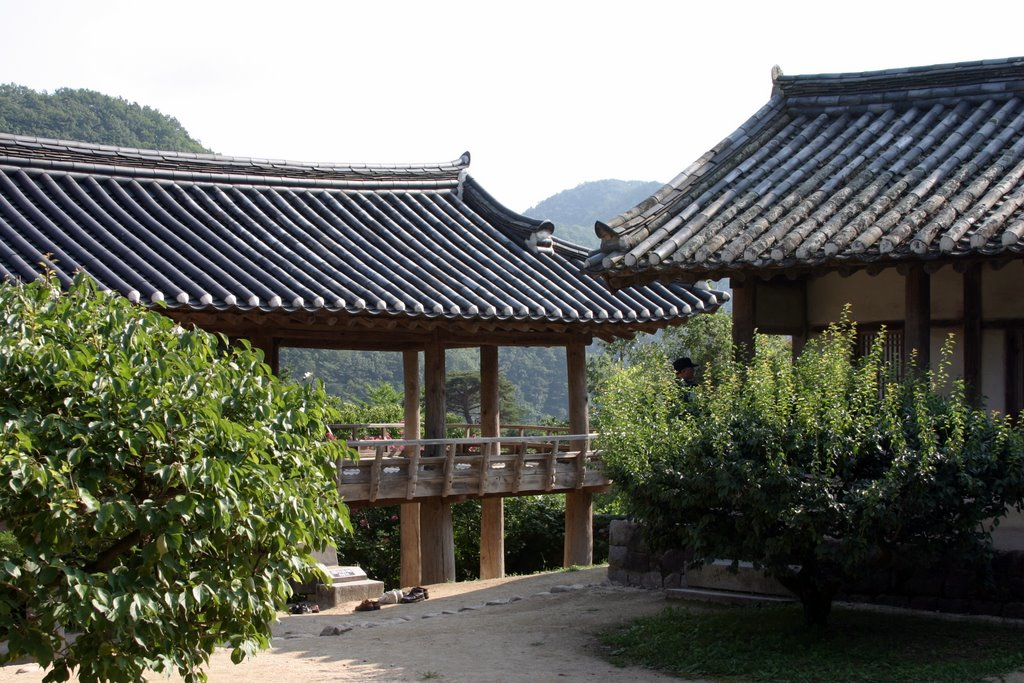
Byeongsan Seowon
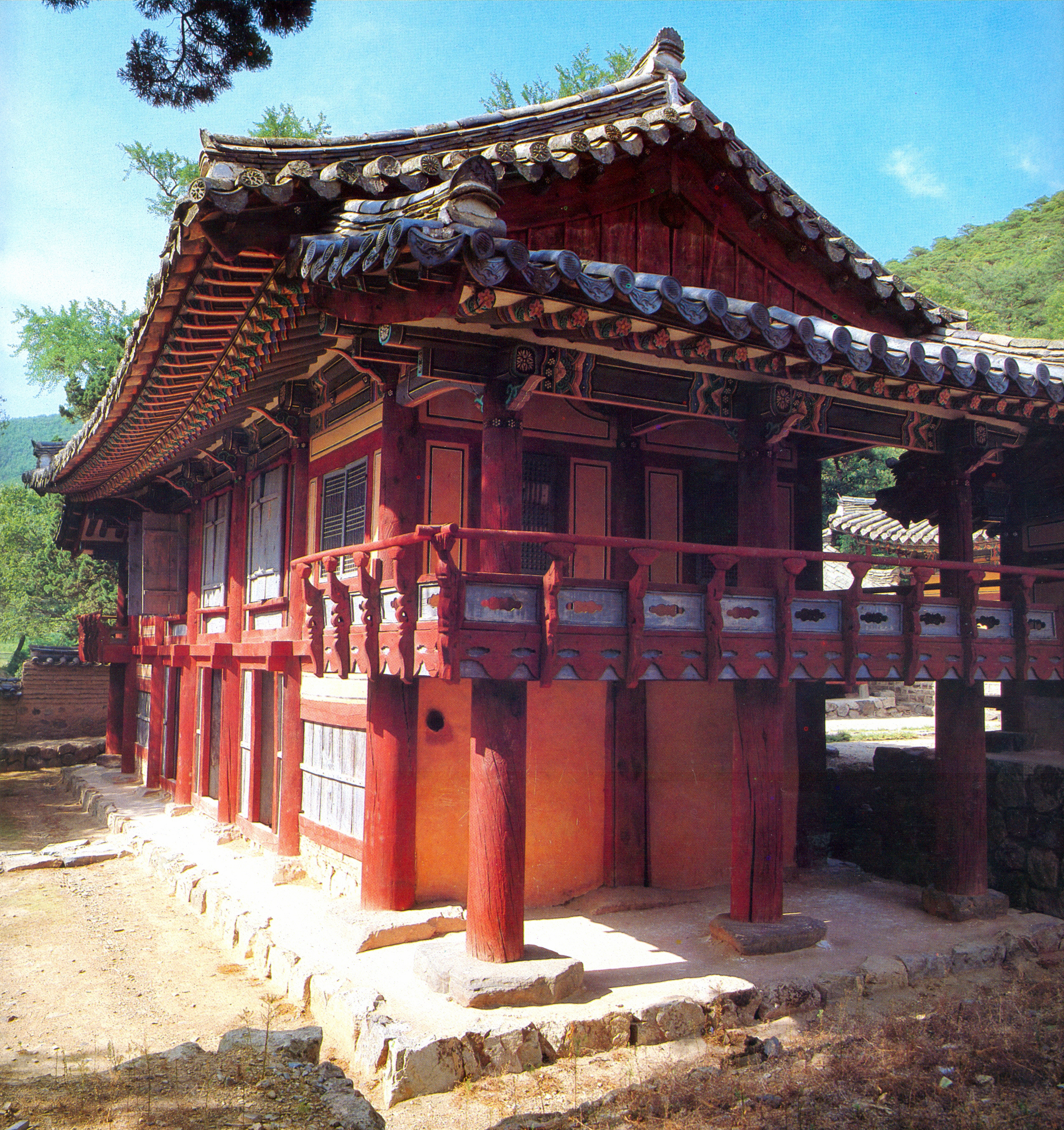
Oksan Seowon